# Мала Пирешица
Мала Пирешица (словен. Mala Pirešica) је насељено место у општини Жалец, Савињска регија, Словенија.

## Историја
До територијалне реорганизације у Словенији била је у саставу старе општине Жалец.

## Становништво
У попису становништва из 2011. године, Мала Пирешица је имала 75 становника.
| Број становника према пописима | Број становника према пописима | Број становника према пописима |
| ------------------------------ | ------------------------------ | ------------------------------ |
| 1991                           | 2002                           | 2011                           |
| 62                             | 71                             | 75                             |